# Azra Deniz Okyay
Azra Deniz Okyay, née en 1983 à Istanbul, est une réalisatrice turque.

## Biographie
Originaire de la Turquie, Azra Deniz Okyay est la fille d’architecte et d’urban planner. Elle se passionne pour la photographie dès l'âgé de douze ans. Elle est âgée de quatorze ans, lorsqu'elle obtient son premier emploi d’assistante pour la photographe turque, Dora Gunel. Elle étudie tout d'abord au lycée français d’Istanbul, puis intègre la section cinéma de l'Université Sorbonne-Nouvelle à Paris.  
En complément de ses études, elle suit des cours de sociologie. Elle se forme à la pratique de la réalisation dans une société de production française, et réalise alors ses premiers courts métrages dont Cengiz (2003) et La Sepa-ration (2004).

## Carrière professionnelle
En 2010, Azra Deniz Okyay retourne s'installer en Turquie. Elle devient la première femme réalisatrice de la société de production Depofilm, spécialisée notamment dans la publicité. Elle poursuit en parallèle ses ambitions de cinéaste avec la réalisation de clips et de courts-métrages. La réalisatrice aime faire écho à la jeunesse turque en péril, et signe des œuvres engagée dans une filmographie qui alterne entre fiction et documentaire.
En 2020, Azra Deniz Okyay présente son premier long-métrage Ghosts à la Mostra de Venise et remporte le Prix de la Semaine de la Critique,. Pour ce projet, elle bénéficie de l'aide aux cinémas du monde (ACM) attribué par le Centre national du cinéma et de l’image animée et l’Institut français. À Istanbul, sur fond de trafic de drogue, quatre personnages se croisent et mêlent leurs histoires individuelles,,,.
En 2022, elle faisait partie du jury des courts métrages au Festival de Locarno, avec la productrice roumaine Ada Solomon et l'éditeur italien Walter Fasano.

## Filmographie

### Courts métrages
- 2003 : Cengiz
- 2004 : La Sepa-ration
- 2006 : La clowne (court documentaire)
- 2007 : Ayrilik
- 2011 : Shaman Woman
- 2013 : Les petits poissons noirs
- 2016 : Sulukule mon amour (court documentaire)

### Longs métrages
- 2020 : Ghosts (Hayaletler)

## Distinctions
- 2020 : Grand Prix Semaine internationale de la critique de Venise pour Ghosts, Venice Film Festival
- 2020 : Young FIPRESCI Jury Award, Meilleur premier film d'Europe de l'Est pour Azra Deniz Okyay avec Ghosts, Warsaw International Film Festival
- 2020 : Meilleur film pour Ghosts, Antalya Golden Orange Film Festival
- 2020 : Meilleur réalisateur pour Azra Deniz Okyay avec Ghosts, Antalya Golden Orange Film Festival
- 2020 : Human Values Award  pour Azra Deniz Okyay avec Ghosts,
- 2020 : WIFT Award pour Azra Deniz Okyay avec Ghosts, Thessaloniki Film Festival
- 2021 : Meilleure sortie non-américaine pour Ghosts, Online Film Critics Society Awards
- 2021 : Ahmet Uluçay Award du Meilleur premier film pour Azra Deniz Okyay avec Ghosts, Turkish Film Critics Association Awards